# Deporte en Etiopía
A nivel internacional el Deporte de Etiopía se ha destacado principalmente por el atletismo, deporte en el cual ha conseguido numerosas medallas en los Juegos Olímpicos (18 de oro, 6 de plata y 14 de bronce) y en los Mundiales.

## Antecedentes
La práctica del deporte organizado en Etiopía llegó de la mano de las potencias colonialistas. En los años 30 los italianos y en los 40 los británicos, introdujeron entre otros el atletismo, el ciclismo y el fútbol. En 1944 las fuerzas inglesas de ocupación organizaron el primer torneo de fútbol, impulsando la creación de la Federación Etíope de Fútbol y el Comité Olímpico de Etiopía en 1948. Destacando el país rápidamente por el atletismo de fondo.
Al igual que la mayor parte de los países socialistas, y a pesar de la pobreza del país, a partir de los años 70s el gobierno de Mengistu Haile Mariam dio especial importancia a la práctica del deporte. Como parte de la celebración de la primera década (1974-84) de la "transformación revolucionaria de Etiopía", se organizaron una serie de eventos, entre los que destacaron el Festival Nacional de Deportes.

## Atletismo

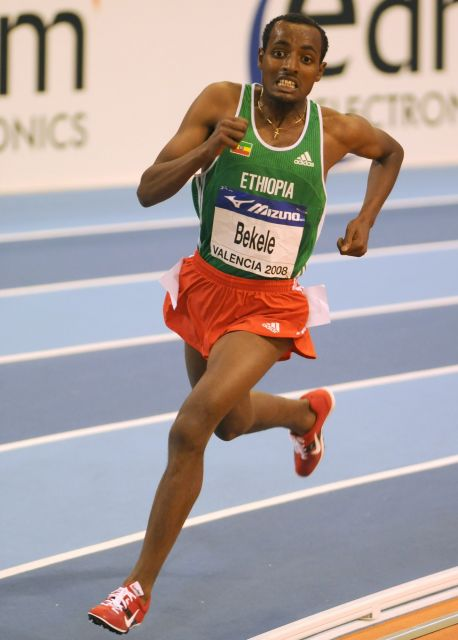
Tariku Bekele en el Mundial de Atletismo bajo techo de Valencia 2008.

En la actualidad, Etiopía es considerada una potencia mundial en atletismo, en especial en las pruebas de fondo. La totalidad de las medallas olímpicas del país africano (38), las consiguió en ese tipo de pruebas. El atletismo etíope entró en la historia del mundo de la mano de Abebe Bikila en 1960 en los Juegos Olímpicos de Roma, quien ganó la maratón, convirtiéndose en el primer atleta etíope y el primer africano en ganar una medalla de oro en los Juegos Olímpicos. Por su parte en los Campeonatos Mundiales de Atletismo Etiopía ha conseguido 49 medallas, 18 de ellas de oro.

## Juegos Olímpicos
La primera participación de atletas etíopes en los Juegos Olímpicos ocurrió en 1956 en Melbourne. En dicha ocasión, representaron al país africano entre otros Mamo Wolde (en 800 m y 1.500 m), con pobres resultados; y los maratonistas: Bashay Feleke y Gebre Birkay, quienes alcanzaron el 29 y 32 puesto respectivamente. Sin embargo, sería en 1960 en Roma que el deporte etíope entraría en los anales de la historia. Abebe Bikila, un desconocido pastor de 28 años que había servido en la Guardia Imperial de Haile Selassie y que llegó al equipo olímpico de maratón de Etiopía como reemplazo (gracias a que uno de los atletas se había lesionado), corrió la maratón descalzo, en 2 horas 15 minutos y 16 segundos, ganando la competición. Casi sin preparación, rompió los récords mundial y olímpico, convirtiéndose en el primer etíope y el primer africano en ganar una competición olímpica.
En 1964 Bikila repetiría la hazaña, esta vez con zapatos, y en 1968 lo haría su compatriota Mamo Wolde, quien además conseguiría la medalla de plata en los 10.000 metros planos masculinos. Cuatro años más tarde Wolde lograría además la medalla de bronce en la maratón de 1972 y su compatriota Miruts Yifter lograría el bronce en los 10 000 m.
A partir de entonces, el atletismo etíope se convirtió en animador de las competencias internacionales, enviando contingentes cada vez más nutridos a los juegos olímpicos. Declinando participar en los Juegos Olímpicos de Montreal 1976, adhiriendo al boicot africano, el atletismo etíope volvió en Moscú 1980, donde conquistó 2 medallas de oro: Yifter en 10.000 m y 5.000 m; y 2 de bronce: Mohamed Kedir en 10.000 m y Eshetu Tura en 3.000 m con obstáculos. Sumándose al boicot soviético a los Juegos Olímpicos de Los Ángeles 1984, los atletas etíopes participaron en los Juegos de la Amistad consiguiendo 5 medallas: 1 oro (Dereje Nedi en la maratón), 2 de plata (en maratón y 10.000 m) y 2 de bronce (en 5.000 m y 10.000 m). Volvería a sumarse a un boicot olímpico en 1988, en apoyo a Corea del Norte.
Etiopía reaparecía en el atletismo olímpico en Barcelona 1992, conquistando 3 medallas: 1 de oro (10.000 m femenino) y 2 de bronce (5.000 m y 10.000 m masculinos). Por primera vez una mujer etíope, Derartu Tulu, lograba una medalla de oro. En Atlanta 1996 la delegación etíope volvería a cosechar 3 medallas, esta vez 2 de oro: Fatuma Roba en el maratón femenino y Haile Gebrselassie en los 10.000 m masculino.
Los juegos del año 2000 en Sídney serían los más exitosos de la historia de Etiopía, sumando 8 medallas, de las cuales 4 eran de oro: Million Wolde (5.000 m masculino), Haile Gebrselassie (10.000 m masculino), Gezahegne Abera (maratón masculina) y Derartu Tulu (10.000 m femenino). Además, lograron 1 medalla de plata y 3 bronce.

### Mundiales de Atletismo
Etiopía participa de los Mundiales de Atletismo desde su primera edición, realizada en Helsinki, Finlandia, en 1983. En dicha edición obtuvo solo una medalla de plata, Kebede Balcha en Maratón. Su primera actuación destacada ocurrió en 1993, en Stuttgart, cuando Haile Gebrselassie ganó la medalla de oro en los 10 000 m y la medalla de plata en los 5000 m.
Continuando a ese ritmo hasta 1999, en Sevilla, cuando el equipo etíope de atletismo alcanzaría las 5 medallas, dos de ellas de oro:Haile Gebrselassie en los 10.000 m masculinos y Gete Wami en 10.000 m femeninos. En 2001, en Edmonton, Canadá, el equipo llegaría a las 8 medallas, dos de ellas de oro: Gezahegne Abera en Maratón y Derartu Tulu en los 10.000 m femeninos.

## Ciclismo
Introducido por los italianos durante la ocupación de los años treinta, en la actualidad el ciclismo etíope está organizado en la Federación etíope de ciclismo, perteneciente la Unión Ciclista Internacional.
Su primera participación internacional fue en los Juegos Olímpicos de Melbourne 1956, presentándose con 4 ciclistas, en 2 pruebas distintas (ruta individual y ruta por equipos, ambas masculinas), sin obtener medallas. Repitió su participación, sin éxito, en 1964 (con 4 ciclistas) y 1972 (con 4 ciclistas) en ruta individual. De estos últimos solo 1 logró finalizar la carrera en 1972, en la última participación etíope en el ciclismo olímpico.
La principal prueba del ciclismo etíope es el Campeonato de ciclismo de Mekele, que se corre en la ciudad homónima, sobre una distancia de 39 km.

## Fútbol
La Federación Etíope de Fútbol, fundada en 1943, afiliada a la FIFA en 1957 y a la Confederación Africana de Fútbol en 1957, es el órgano encargado de regir la actividad en el país. La principal competición del país es la Liga Premier de Etiopía, creada en 1944, por soldados británicos, durante la ocupación británica de la Segunda Guerra Mundial. De hecho, el primer campeón de Etiopía fue el equipo de la British Military Mission. Comenzaría a ser disputada con regularidad, recién en 1948. El equipo más exitoso de la historia etíope es el Saint George F.C. de Adís Abeba, ganador en 21 oportunidades de la Liga Premier y en 8 ocasiones de la Copa de Etiopía.
El primer partido internacional de Etiopía lo disputó en 1947 frente a la selección de la Somalia Francesa, con una victoria de 5:0. El fútbol etíope participa de las Copa Mundial de Fútbol desde 1962, sin haber jamás clasificado a la fase final de alguna de ellas. Su única participación en una fase final ocurrió en la categoría sub-20 de 2001 disputada en Argentina, perdiendo los 3 partidos que disputó.
El máximo logro del fútbol etíope fue haber ganado la Copa Africana de Naciones 1962, el único título internacional que registra el país. En 1957 ya había logrado el subcampeonato, perdiendo frente Egipto 4:0 en la final. En 1976 Etiopía albergó la Copa Africana de Naciones quedando eliminada en la primera ronda. Su última participación en el certamen fue en la copa de 1982, disputada en Libia, logrando el último puesto.
La selección etíope además ha conquistado en 4 ocasiones la Copa CECAFA: 1987, 2001, 2004 y 2005.